# ラモン・コロン・ロペス
ラモン・コロン・ロペス（Ramón Colón-López、1971年10月21日 - ）は、アメリカ空軍の退役軍人。退役上級下士官。職種はパラレスキューであり、2019年12月13日から2023年11月3日まで、第4代のアメリカ統合参謀本部最先任下士官を務めた、アメリカ軍において最高位の下士官であった。2007年に新設された空軍戦闘行為勲章の最初の受章者6人のうちの1人である。また、この受章者の中では唯一のヒスパニック系アメリカ人であった 。2016年9月から2019年11月までアメリカアフリカ軍最先任下士官を務めた。

## 幼少期
ラモン・コロン・ロペスはプエルトリコのポンセで父ビルマ・ロペスと母ラモン・コロン=トーレスの間に生まれた 。その後、一家はコネチカット州のブリッジポートに引っ越し、1989年にコルベ聖堂高校を卒業した。そして生物学の学位取得を目指して、セイクリッドハート大学に入学したが、2学期末で退学し、1990年12月10日に空輸スペシャリストとしてアメリカ空軍に入隊した。

## 軍歴

### 第48救難飛行隊
テキサス州のラックランド空軍基地において空輸スペシャリストとしての基礎軍事訓練を受けた後、クレタ島のイラクリオン空軍基地に配属された。湾岸戦争中であった。1994年にパラレスキュー養成訓練に志願すると、1996年に修了した(この時113人が訓練に志願したが、修了したのは12人であった。)。その後、パラレスキュー設備を備えたニューメキシコ州のホロマン空軍基地に位置する第48救難飛行隊に配属された。第48救難飛行隊では、戦闘捜索救助部隊の指揮官としてサザン・ウォッチ作戦やノーザン・ウォッチ作戦を含む様々な任務に参加した。1999年1月に第48救難飛行隊から第24特殊戦術飛行隊に異動となった。

### 第24特殊戦術飛行隊

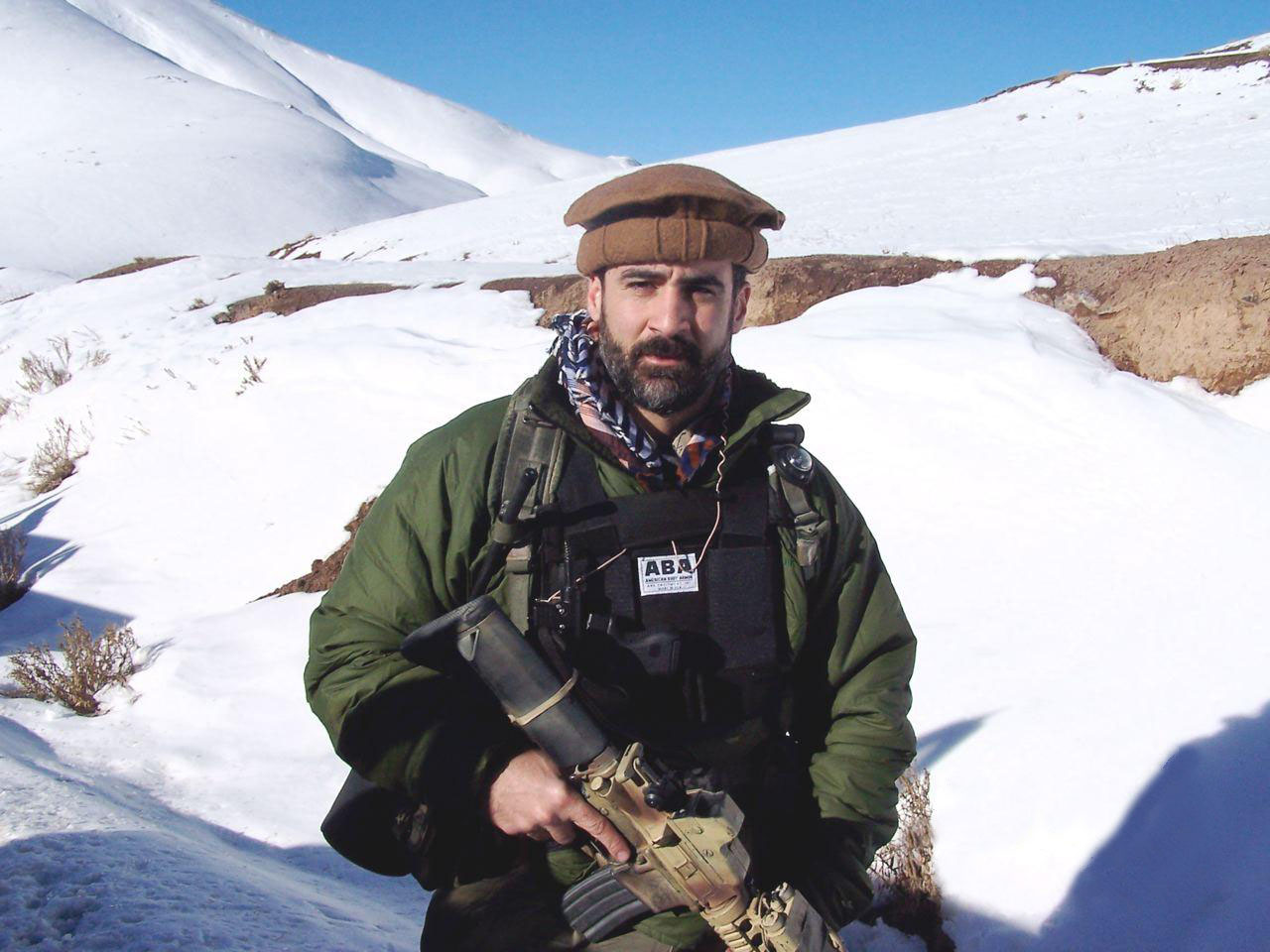
2004年、アフガニスタンにおいて

ラモン・コロン・ロペスは1999年から2005年まで、第24特殊戦術飛行隊の特殊戦術作戦の指揮官を務めた。この間、2002年7月から2004年9月にかけて、不朽の自由作戦に参加するため合同任務部隊に所属し、機密扱いの場所を含めて4回アフガニスタンに派遣された 。派遣中、直接戦闘や戦闘捜索救助任務を含む一連の合同作戦に参加した。この間、第4代アフガニスタン大統領を歴任したハーミド・カルザイの保護任務に従事した。この時、銃撃の中でカルザイ警護任務を遂行した勇敢な行動に対し、青銅星章が贈られている。2回目の青銅星章は、アフガニスタンで任務中に撃墜されたヘリコプターに搭乗していた際に贈られた。ヘリコプターが撃墜された後、同乗していた2人のネイビーシールズ隊員とともに要塞化された敵陣地に攻撃を実施し、5人の敵戦闘員を殺害した。それより2人のネイビーシールズ隊員の安全を確保したものによる.。その後、彼は合同特殊作戦に参加する全ての部隊に対し、救助作戦を実施するため編制された前方人員回収作戦部隊のメンバーに選抜された。
2004年3月11日には所属する作戦部隊とアフガニスタン部隊が合同で実施した化学兵器拡散防止を目的とする作戦に参加した。敵幹部の捕獲とその後の現場制圧を目標とする作戦において、ラモン・コロン・ロペスの搭乗するヘリコプターは激しい砲撃を受けたが、任務を続行し、2人の敵を殺害し、10人の敵を捕虜にした。また複数の多連装ロケットランチャーや小口径の武器を破壊した 。
2005年1月にアメリカに帰国すると、訓練監督官に任命され、パラレスキュー・戦闘救助士官学校(the Pararescue and Combat Rescue Officer School)の暫定司令官に任命された。

### 空軍戦闘行為勲章

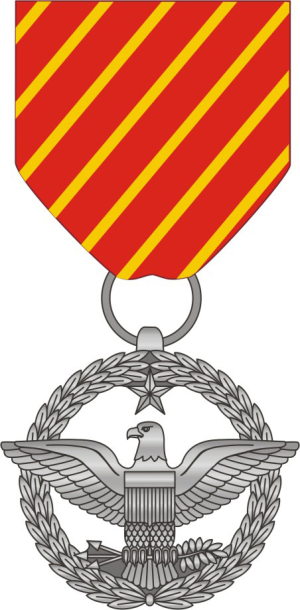
空軍戦闘行為勲章

2007年6月13日に新たに創設された空軍戦闘行為勲章の最初の受章者6人のうちの1人に選ばれた。また、この受章者の中では唯一のヒスパニック系アメリカ人であった。ワシントンD.C.の空軍記念館においてアメリカ空軍参謀総長ティー・マイケル・モーズリー空軍大将から授与された 。空軍戦闘行為勲章は、戦闘地域のうち特に危険な地域において空中また地上での戦闘に従事した空軍兵を表彰するものである。直接かつ敵対的な攻撃を受けた空軍兵や直接かつ致死的な射撃をもって敵勢力と個人的に交戦した空軍兵は、この勲章の受章対象となる。なお、この時にラモン・コロン・ロペスとともに最初の受章者となった5人は、スティーブ・ラズペット少佐、バイロン・P・アレン一等軍曹、チャーリー・ピーターソン一等軍曹、ダニエル・パクストン三等軍曹、アリソン・K・ブラック大尉である。

### 沖縄配属

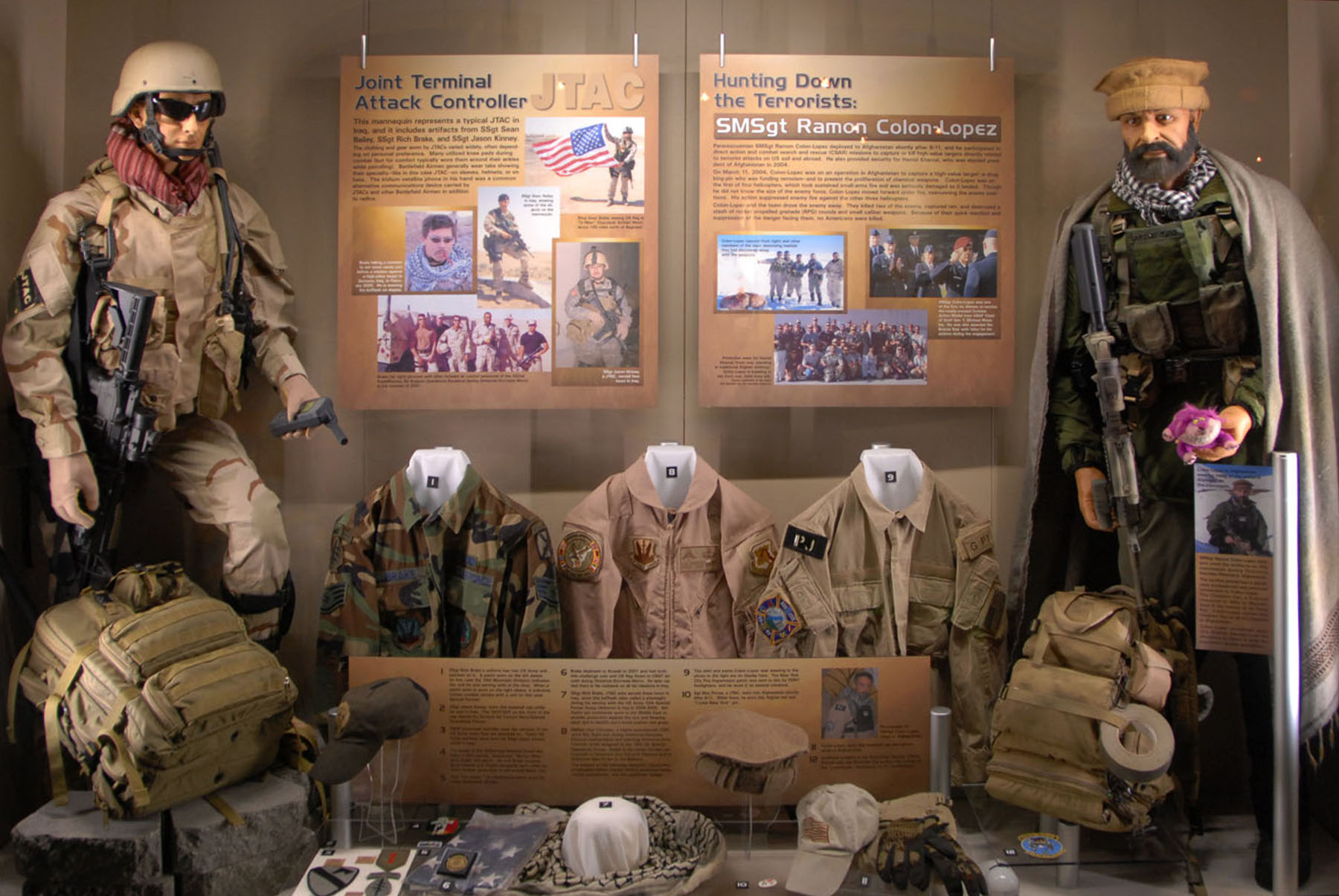
国立アメリカ空軍博物館の
「The Warrior Airmen」ブースに展示されているラモン・コロン・ロペスのマネキン(右側)

パラレスキュー・戦闘救助士官学校暫定司令官を退任したラモン・コロン・ロペスは、2009年4月から2011年4月までポープ・フィールドにおいて第24特殊戦術飛行隊最先任下士官を務めた 。
2009年現在、オハイオ州のデイトンにある国立アメリカ空軍博物館の「The Warrior Airmen」ブースにおいてラモン・コロン・ロペスのマネキンが展示されている。
第24特殊戦術飛行隊最先任下士官を2年間務めたあと、2011年4月30日に同じくポープ・フィールドに新設された第724特殊戦術作戦飛行群の新設部隊監督官に任命された 。そのわずか6か月後の同年11月30日にハルバート・フィールドに位置する第1特殊作戦航空団の最先任下士官に異動となった。そして2013年1月、嘉手納飛行場に位置する第18航空団に配属され、最先任下士官に任命されている。このとき嘉手納飛行場の最先任下士官も兼任し、沖縄県における全てのアメリカ軍下士官とアメリカ国防総省の間の上級職の下士官連絡要員も務めた。

### 現在
2013年に空軍専門能力開発ガイド(the Air Force Professional Development Guide (PDG))の「下士官の遺産(Enlisted Heritage)」の章に空軍戦闘行為勲章の受章に繋がったラモン・コロン・ロペスのアフガニスタンにおける行動に関する記述が追加されている。このガイドは、三等軍曹(E-5)から二等軍曹(E-6)への昇進を決定する空軍全体のシステムである加重航空兵昇進制度(Weighted Airman Promotion System (WAPS))の試験範囲として全ての空軍兵が研究するためのものである
。
2014年6月、ラモン・コロン・ロペスはシェリーナ・フレイ最上級曹長の後任としてアメリカアフリカ軍最先任下士官に選任された。
2019年12月13日にアメリカ統合参謀本部最先任下士官に就任し、下士官の最高位となった。
2022年5月、アメリカ沿岸警備隊最先任上級上等兵曹のヒース・B・ジョーンズ最先任上級上等兵曹から名誉最上級上等兵曹の称号を贈られた。

## 教育
- 1991年、アメリカ空軍交通管理学校、テキサス州シェパード空軍基地
- 1994年、アメリカ空軍パラレスキュー選抜コース(OL-H)、テキサス州ラックランド空軍基地
- 1995年、特殊部隊水中作戦(SFUWO)戦闘潜水士コース、フロリダ州キーウエスト海軍航空基地
- 1996年、パラレスキュー養成コース、ニューメキシコ州カートランド空軍基地
- 1997年、航空兵リーダーシップ学校、ニューメキシコ州ホロマン空軍基地
- 2000年、特殊部隊水中作戦(SFUWO)潜水衛生技能者コース、フロリダ州キーウエスト海軍航空基地
- 2001年、空挺マスター空挺兵コース、バージニア州リトルクリーク海軍航空基地
- 2003年、軍事フリーフォールマスター空挺兵コース、アリゾナ州ユマ試験場
- 2003年、空軍下士官学校、アラバマ州マクスウェル空軍基地
- 2005年、基礎教官コース、テキサス州ラックランド空軍基地
- 2005年、サバイバル・救助作戦準学士、空軍コミュニティ・カレッジ
- 2005年、空軍上級下士官学校(通信課程)
- 2007年、空軍上級下士官学校、アラバマ州マクスウェル・グンター空軍基地
- 2009年、上級リーダーシップコース、アラバマ州マクスウェル・グンター空軍基地
- 2011年、上級下士官統合専門軍事過程(通信課程)
- 2011年、キーストーン国防大学、ワシントンD.C.フォートマクネア
- 2012年、ゲティスバーグリーダーシップ学校、ペンシルベニア州ゲティスバーグ
- 2012年、空軍指揮リーダーシッププログラム、ノースカロライナ州グリーンズボロリーダーシップ創造センター
- 2012年、ラテンアメリカ政治経済紛争セミナー、ワシントンD.C.
- 2015年、ノースカロライナ大学大規模組織リーダーシップセミナー、ノースカロライナ州チャペルヒル
- 2017年、国内・国際セキュリティーリーダーシップセミナー、ワシントンD.C.
- 2017年、メリーランド大学経営学準学士、メリーランド州
- 2017年、メリーランド大学経営学部理学士(優等学士)、メリーランド州
- 2017年、メリーランド大学認定プロフェッショナルマネージャー、メリーランド州
- 2019年、ハーバード大学エグゼクティブ教育プログラム(Meta-Leadership)、マサチューセッツ州ケンブリッジ

## 経歴
1. 1991年4月－1992年10月、第7276空軍基地グループ空輸スペシャリスト、ギリシャクレタ島イラクリオン空軍基地
2. 1992年10月－1994年9月、第12空輸飛行隊上級空輸スペシャリスト、テキサス州ランドルフ空軍基地
3. 1994年9月－1996年10月、第342訓練飛行隊第1分遣隊パラレスキュー訓練生、ニューメキシコ州カートランド空軍基地
4. 1996年10月－1999年2月、第48救難飛行隊上級パラレスキュー、ニューメキシコ州ホロマン空軍基地
5. 1999年2月－2005年1月、第24特殊戦術飛行隊特殊戦術作戦指揮官、ノースカロライナ州ホープ空軍基地
6. 2005年1月－2006年11月、パラレスキュー・戦闘救助士官学校訓練監督官・上級下士官マネージャー、ニューメキシコ州カートランド空軍基地
7. 2006年11月－2009年4月、パラレスキュー・戦闘救助士官学校校長、ニューメキシコ州カートランド空軍基地
8. 2009年4月－2011年4月、第24特殊戦術飛行隊最先任下士官、ノースカロライナ州ホープ空軍基地
9. 2011年4月－2011年11月、第724特殊戦術飛行群新設部隊監督官、ノースカロライナ州ホープフィールド
10. 2011年11月－2013年1月、第1特殊作戦航空団最先任下士官、フロリダ州ハルバート・フィールド
11. 2013年1月－2014年6月、第18航空団最先任下士官、日本沖縄県嘉手納飛行場
12. 2014年6月－2016年6月、アメリカ中央空軍最先任下士官、西南アジア
13. 2016年6月－2016年9月、アメリカ合衆国空軍省人材・予備役担当副長官付最先任下士官、ワシントンD.C.国防総省[20]
14. 2016年9月－2019年11月、アメリカアフリカ軍最先任下士官、ドイツ連邦共和国シュトゥットガルトケリー兵舎[21]
15. 2019年12月－現在、アメリカ統合参謀本部最先任下士官、ワシントンD.C.国防総省[22]

## 徽章

### 軍事徽章及びバッジ
ラモン・コロン・ロペスが受章した軍事関係の徽章とバッジは以下の通り。
|                         | |                         |
|                         | |                         |
|                         | |                         |
| Bronze oak leaf cluster | |                         |
|                         | Width-44 scarlet ribbon with width-4 ultramarine blue stripe at center, surrounded by width-1 white stripes. Width-1 white stripes are at the edges. |                         |
|                         | Bronze oak leaf cluster |                         |
| Bronze oak leaf cluster | Bronze oak leaf cluster | Bronze oak leaf cluster |
|                         | Bronze oak leaf cluster |                         |
|                         | Bronze oak leaf cluster |                         |
|                         | |                         |
|                         | Bronze oak leaf cluster | Bronze star             |
|                         | Bronze star |                         |
| Bronze star             | |                         |
|                         | Silver oak leaf cluster |                         |
|                         | Bronze star |                         |
|                         | |                         |
|                         | |                         |

| バッジ             | アメリカ空軍ベーシック搭乗員バッジ               | アメリカ空軍ベーシック搭乗員バッジ               | アメリカ空軍ベーシック搭乗員バッジ               | アメリカ空軍ベーシック搭乗員バッジ            | アメリカ空軍ベーシック搭乗員バッジ            | アメリカ空軍ベーシック搭乗員バッジ            | アメリカ空軍ベーシック搭乗員バッジ            |                                               |                                               |                           |                           |                           |
| バッジ             | 上級空挺バッジ                                   | 上級空挺バッジ                                   | 上級空挺バッジ                                   | 上級空挺バッジ                                | 上級空挺バッジ                                | 上級空挺バッジ                                | 上級空挺バッジ                                |                                               |                                               |                           |                           |                           |
| バッジ             | 軍事フリーフォール ジャンプマスター バッジ       | 軍事フリーフォール ジャンプマスター バッジ       | 軍事フリーフォール ジャンプマスター バッジ       | 軍事フリーフォール ジャンプマスター バッジ    | 軍事フリーフォール ジャンプマスター バッジ    | 軍事フリーフォール ジャンプマスター バッジ    | 軍事フリーフォール ジャンプマスター バッジ    |                                               |                                               |                           |                           |                           |
| 1列目              | 上級防衛貢献勲章(2回受章)                        | 上級防衛貢献勲章(2回受章)                        | 上級防衛貢献勲章(2回受章)                        | 上級防衛貢献勲章(2回受章)                     | 上級防衛貢献勲章(2回受章)                     | 上級防衛貢献勲章(2回受章)                     | 上級防衛貢献勲章(2回受章)                     | 上級防衛貢献勲章(2回受章)                     | 上級防衛貢献勲章(2回受章)                     | 上級防衛貢献勲章(2回受章) | 上級防衛貢献勲章(2回受章) | 上級防衛貢献勲章(2回受章) |
| 2列目              | 勲功章                                           | 勲功章                                           | 勲功章                                           | 青銅星章(Vデバイス付、2回受章)                | 青銅星章(Vデバイス付、2回受章)                | 青銅星章(Vデバイス付、2回受章)                | 防衛功労勲章                                  | 防衛功労勲章                                  | 防衛功労勲章                                  |                           |                           |                           |
| 3列目              | 功労勲章(3回受章)                                | 功労勲章(3回受章)                                | 功労勲章(3回受章)                                | エア・メダル(2回受章)                         | エア・メダル(2回受章)                         | エア・メダル(2回受章)                         | 空中業績勲章(3回受章)                         | 空中業績勲章(3回受章)                         | 空中業績勲章(3回受章)                         |                           |                           |                           |
| 4列目              | 空軍表彰勲章(2回受章)                            | 空軍表彰勲章(2回受章)                            | 空軍表彰勲章(2回受章)                            | 統合従軍業績勲章(2回受章)                     | 統合従軍業績勲章(2回受章)                     | 統合従軍業績勲章(2回受章)                     | 空軍業績勲章(2回受章)                         | 空軍業績勲章(2回受章)                         | 空軍業績勲章(2回受章)                         |                           |                           |                           |
| 5列目              | 空軍戦闘行為勲章                                 | 空軍戦闘行為勲章                                 | 空軍戦闘行為勲章                                 | 空軍大統領部隊感状(2回受章)                   | 空軍大統領部隊感状(2回受章)                   | 空軍大統領部隊感状(2回受章)                   | 海軍大統領部隊感状                            | 海軍大統領部隊感状                            | 海軍大統領部隊感状                            |                           |                           |                           |
| 6列目              | 統合功労部隊記章(5回受章)                        | 統合功労部隊記章(5回受章)                        | 統合功労部隊記章(5回受章)                        | 空軍功労部隊記章(2回受章)                     | 空軍功労部隊記章(2回受章)                     | 空軍功労部隊記章(2回受章)                     | 空軍優秀部隊記章(Vデバイス付、4回受章)        | 空軍優秀部隊記章(Vデバイス付、4回受章)        | 空軍優秀部隊記章(Vデバイス付、4回受章)        |                           |                           |                           |
| 7列目              | 空軍優秀部隊記章(5回目の受章を表す2枚目のリボン) | 空軍優秀部隊記章(5回目の受章を表す2枚目のリボン) | 空軍優秀部隊記章(5回目の受章を表す2枚目のリボン) | 戦闘即応勲章(9回受章)                         | 戦闘即応勲章(9回受章)                         | 戦闘即応勲章(9回受章)                         | 戦闘即応勲章(10回目の受章を表す2枚目のリボン) | 戦闘即応勲章(10回目の受章を表す2枚目のリボン) | 戦闘即応勲章(10回目の受章を表す2枚目のリボン) |                           |                           |                           |
| 8列目              | 空軍善行勲章(11回受章)                           | 空軍善行勲章(11回受章)                           | 空軍善行勲章(11回受章)                           | 空軍認識記章(2回受章)                         | 空軍認識記章(2回受章)                         | 空軍認識記章(2回受章)                         | 国防従軍勲章(2回受章)                         | 国防従軍勲章(2回受章)                         | 国防従軍勲章(2回受章)                         |                           |                           |                           |
| 9列目              | 軍隊遠征勲章                                     | 軍隊遠征勲章                                     | 軍隊遠征勲章                                     | 南西アジア従軍勲章(2回受章)                   | 南西アジア従軍勲章(2回受章)                   | 南西アジア従軍勲章(2回受章)                   | アフガニスタン従軍勲章(3回受章)               | アフガニスタン従軍勲章(3回受章)               | アフガニスタン従軍勲章(3回受章)               |                           |                           |                           |
| 10列目             | イラク従軍勲章(2回受章)                          | イラク従軍勲章(2回受章)                          | イラク従軍勲章(2回受章)                          | 対テロ戦争遠征勲章(3回受章)                   | 対テロ戦争遠征勲章(3回受章)                   | 対テロ戦争遠征勲章(3回受章)                   | 対テロ戦争従軍勲章                            | 対テロ戦争従軍勲章                            | 対テロ戦争従軍勲章                            |                           |                           |                           |
| 11列目             | 空軍長期海外派遣記章(3回受章)                    | 空軍長期海外派遣記章(3回受章)                    | 空軍長期海外派遣記章(3回受章)                    | 空軍遠征従軍記章(ゴールドフレーム付、6回受章) | 空軍遠征従軍記章(ゴールドフレーム付、6回受章) | 空軍遠征従軍記章(ゴールドフレーム付、6回受章) | 空軍勤続勲章(7回受章)                         | 空軍勤続勲章(7回受章)                         | 空軍勤続勲章(7回受章)                         |                           |                           |                           |
| 12列目             | 下士官専門能力開発記章(3回受章)                  | 下士官専門能力開発記章(3回受章)                  | 下士官専門能力開発記章(3回受章)                  | 小火器優秀射手記章(2回受章)                   | 小火器優秀射手記章(2回受章)                   | 小火器優秀射手記章(2回受章)                   | 海軍優秀ライフル射手勲章                      | 海軍優秀ライフル射手勲章                      | 海軍優秀ライフル射手勲章                      |                           |                           |                           |
| 13列目             | 海軍優秀ピストル射手勲章                         | 海軍優秀ピストル射手勲章                         | 海軍優秀ピストル射手勲章                         | 空軍訓練記章                                  | 空軍訓練記章                                  | 空軍訓練記章                                  | クウェート開放勲章                            | クウェート開放勲章                            | クウェート開放勲章                            |                           |                           |                           |
| バッジ(胸ポケット) | 統合参謀本部識別章                               | 統合参謀本部識別章                               | 統合参謀本部識別章                               | 統合参謀本部識別章                            | 統合参謀本部識別章                            | 特殊作戦潜水訓練監督官章                      | 特殊作戦潜水訓練監督官章                      | 特殊作戦潜水訓練監督官章                      | 特殊作戦潜水訓練監督官章                      |                           |                           |                           |

### その他の表彰
ラモン・コロン・ロペスは以下の表彰も受けている。
- 1994年、早期昇進兵長(Senior Airman below the zone)
- 1997年、航空兵リーダーシップ学校リーダーシップアワード(Leadership Award, Airman Leadership School)
- 1998年、航空戦闘軍団年間優秀パラレスキュー下士官(Air Combat Command (ACC) Pararescue Noncommissioned Officer of the Year)
- 2003年、グンター下士官学校校長賞・優秀卒業生(Commandant's Award and Distinguished Graduate, Gunter NCO Academy)
- 2004年、空軍年間優秀パラレスキュー下士官(Air Force Pararescue Senior Noncommissioned Officer of the Year)
- 2005年、空軍ランス・P・シジャン・リーダーシップアワード上級下士官部門受賞(Air Force Lance P. Sijan Leadership Award recipient, Senior Noncommissioned Officer)
- 2005年、チーム・カートランド年間優秀上級下士官(Team Kirtland Senior Noncommissioned Officer of the Year)
- 2006年、アメリカ商工会議所「ジェイシーが選ぶ10人の傑出したアメリカ人」選出(Jaycee's Ten Outstanding Young Americans USAF nominee to U.S. Chamber of Commerce)
- 2013年、アメリカ空軍指揮参謀大学イーグルスの集まり入会(Gathering of Eagles Inductee, USAF Air Command and Staff College)
- 2017年、プエルトリコ退役軍人殿堂入り(Induction, Distinguished Veteran's Hall of Fame, Puerto Rico.)
- 2020年、国防産業協会デプロスペロ生涯業績アワード(NDIA DeProspero Lifetime Achievement Award)

## 参照
1. ↑  Maksel, Rebecca. “Kadena Air Base: We Could Take Godzilla”.   Air & Space/Smithsonian. 2014年5月8日時点のオリジナルよりアーカイブ。2014年5月8日閲覧。
2. ↑  Randolph, Monique (2007年6月12日). “Air Force Awards First Combat Action Medals”. DoD News via American Forces Press Service (Special Correspondence) (Washington, D.C.: U.S. Department of Defense).  オリジナルの2015年9月30日時点におけるアーカイブ。 2019年10月3日閲覧. "Air Force Chief of Staff Gen. T. Michael Moseley awarded six airmen the Air Force Combat Action Medal during a ceremony today at the Air Force Memorial. These airmen were the first in the Air Force to receive the new medal."
3. ↑  “Chief Master Sergeant Ramon "CZ" Colon-Lopez, U.S. Air Force – Senior Enlisted Leader”. AFRICOM.mil (U.S. Department of Defense). (2016年9月27日).  オリジナルの2019年5月7日時点におけるアーカイブ。 2019年10月3日閲覧. "Chief Master Sergeant Ramon “CZ” Colon-Lopez is the Command Senior Enlisted Leader for Headquarters United States Africa Command (HQ U.S. AFRICOM)."
4. 1 2 3 4 5 6  “Gathering of Eagles Foundation :: Colón-López, Ramón”.   Goefoundation.com. 2013年6月8日閲覧。
5. ↑  “1st SOW welcomes new command chief”. 2020年12月23日閲覧。
6. 1 2 3 4  “Factsheets : Unknown Fact Sheet”.   Nationalmuseum.af.mil. 2013年6月8日閲覧。
7. 1 2 3 4  “Biographies : Chief Master Sergeant Ramon Colon-Lopez”.   Kadena.af.mil. 2013年6月8日閲覧。
8. ↑  “HUNTING THE TERRORISTS DOWN: SMSGT. RAMON COLON-LOPEZ” (2009年4月21日). 2013年1月14日閲覧。
9. ↑  “News Article: Air Force Awards First Combat Action Medals”.   Defense.gov. 2013年6月8日閲覧。
10. ↑  “News Archive – USAF PARARESCUE – That Others May Live”.   Pararescue.com (2006年10月7日). 2013年6月8日閲覧。
11. ↑  Staff Sgt. Monique Randolph. “Airmen receive first AF Combat Action Medals”.   Af.mil. 2013年1月16日閲覧。
12. 1 2  Lisa Burgess. “Officials honor first recipients of Air Force Combat Action Medal – News”. Stripes. 2013年6月8日閲覧。
13. ↑  Air Force releases combat action medal criteria, Air Force Print News, 4/9/2007
14. ↑  http://www.armytimes.com/news/2009/01/ap_air_force_museum_011209/ [リンク切れ]
15. ↑  Sarah Swan. “Pararescueman to make special appearance at National Museum of the U.S. Air Force”.   Nationalmuseum.af.mil. 2013年6月8日閲覧。
16. ↑  Michelle Vickers (2012年1月19日). “1st SOW Command Chief to Airmen: "Carnivores aren't content"”.   .hurlburt.af.mil. 2013年6月8日閲覧。
17. ↑  Air Force Pamphlet 36-2241, Professional Development Guide page 33, section 1.24.5
18. ↑  “Air Force pamphlet 36-2241: Professional Development Guide”.   Secretary of the Air Force (2011年10月1日). 2012年4月20日閲覧。
19. ↑  http://www.afcent.af.mil/news/story.asp?id=123415672
20. ↑  “Command Senior Enlisted Leader Assignment”.   Department of Defense. 2017年9月29日閲覧。
21. ↑  “Chief Master Sergeant Ramon "CZ" Colon-Lopez, U.S. Air Force”.   United States Africa Command. 2017年9月29日閲覧。
22. ↑  Myers, Meghann (2019年10月17日). “This Air Force special operator is about to be the Pentagon's top enlisted leader”. Military Times. 2020年12月23日閲覧。
23. ↑  “Biography:Chief Master Sergeant Ramon Colon-Lopez” (2013年1月). 2013年3月7日閲覧。